# تدبير منزلي
التدبير المنزلي (بالإنجليزية: Home Management) (ويعرف أيضًا باسم الاقتصاد المنزلي، وفي بعض الحالات، علم البيئة البشرية) هي مهنة ومجال دراسي يهتم بإقتصاد المنزل والمجتمع وإدارتهما. يعد التدبير المنزلي مجالاً دراسيًا يتضمن موضوعات مثل تثقيف المستهلك، والإدارة المؤسسية، والتصميم الداخلي، وتأثيث المنزل، والتنظيف، والمشغولات اليدوية، والخياطة، والملابس والمنسوجات، والأغذية المطهية التجارية، والطبخ، والتغذية، وحفظ الأغذية، والنظافة، وتنمية الطفل، وإدارة الأموال، والعلاقات الأسرية. وهو يعلم الطلاب الكيفية الصحيحة لإدارة الأسرة، وجعل المكان عالمًا أفضل للأجيال القادمة.
ومن الممكن أن يشمل أيضًا التثقيف الجنسي والتوعية بمخاطر المخدرات، فضلاً عن الوقاية من الحرائق وإجراءات السلامة. فهو المجال الذي يعد الطلاب إما للقيام بالتدبير المنزلي أو لشغل وظيفة ما، أو للمساعدة في أداء مسؤوليات الحياة في المنزل. ويدرس هذا العلم في المدارس الثانوية، والكليات والجامعات، والمدارس المهنية، وفي مراكز تعليم البالغين؛ حيث يكون الطلاب من النساء والرجال.

## معلومات تاريخية
يعد كلاً من كاثرين بيتشر وإيلين سوالو ريتشارد أبرز رواد تطوير علوم التدبير والاقتصاد المنزلي بالإضافة إلى ريادتها للعمل في أوروبا. وفي أمريكا الشمالية، مر المجال بتطورات رئيسية في سلسلة «أعراف بحيرة بلاسيد» التي أعدتها ريتشارد وآخرون في مطلع عام 1899. وفي المؤتمر الأول، تم اختيار التعبير «الاقتصاد المنزلي» لوصف هذا المجال. ثم أسست ريتشارد الجمعية الأمريكية للاقتصاد المنزلي (والمعروفة الآن باسم الجمعية الأمريكية لعلوم الأسرة والمستهلك) عام 1909.
وفي القرن التاسع عشر، كان الهدف من تعليم الاقتصاد المنزلي إعداد السيدات الشابات للقيام بأدوارهن في المنزل في بيئات صحية. قدمت الفصول الدراسية في هذا العلم للمرة الأولى في الولايات المتحدة، وكندا، وألمانيا، وبريطانيا العظمى، ثم انتشرت في أمريكا اللاتينية، وآسيا، وإفريقيا. واضطلعت المنظمات الدولية كالتي ترتبط بالأمم المتحدة بمهام تنفيذ برامج لتعليم الاقتصاد المنزلي حول العالم.

## الاسم
من الأسماء الشائعة لهذا المجال الدراسي والمهني اسم التدبير المنزلي، على الرغم من أن علم البيئة البشرية بديل معترف به لمجال الدراسة، وخاصة في مستوى ما بعد التعليم الثانوي.
ويرتبط التدبير المنزلي بعلاقة تاريخية قوية بمجال علم البيئة البشرية، ومنذ ستينيات القرن العشرين أعيدت تسمية عدد من برامج الاقتصاد المنزلي في التعليم الجامعي تسمية برامج "علم البيئة البشرية"، ومن هذه البرامج برنامج جامعة كورنيل.

## المحتوى

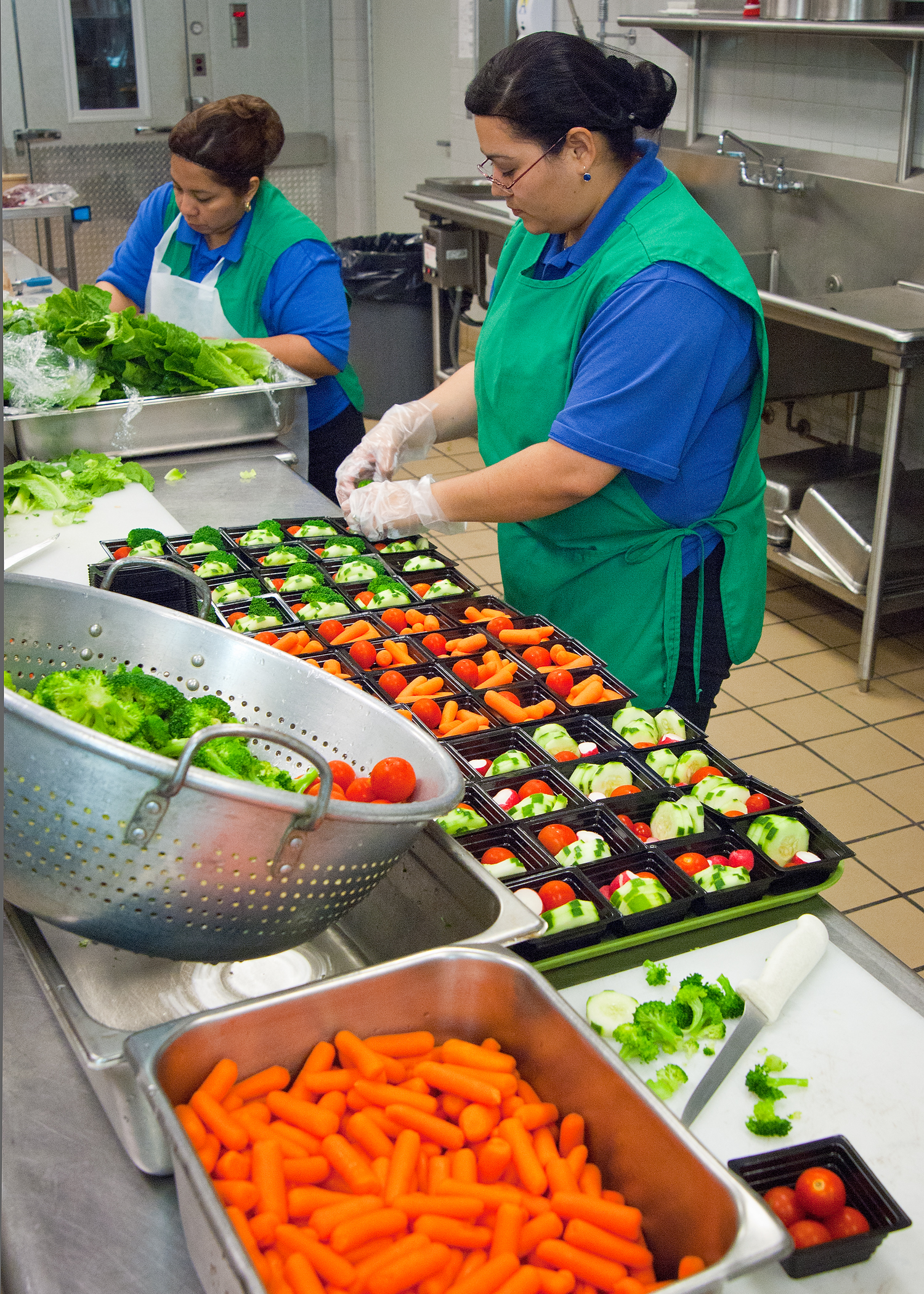
يتباين محتوى برامج التدبير المنزلي تباينًا ملحوظًا، ولكنها تتضمن: الغذاء، والتغذية، والصحة؛ والتمويل الشخصي؛ وإدارة الموارد العائلية؛ والنسيج والملابس؛ والمأوى والسكن؛ والاستهلاك وعلم الاقتصاد؛ وإدارة المنزل؛ والتصميم والتكنولوجيا؛ وعلوم الغذاء وإكرام الضيف؛ والتنمية البشرية ودراسات الأسرة؛ والتعليم وخدمة المجتمع، وغير ذلك.

يندرج التدبير المنزلي ضمن العلوم البشرية، ويشتق من سلسلة من العلوم لتحقيق الحياة المثلى والمستدامة للأفراد، والعائلات، والجماعات المشتركة. وعلى مر العصور أدرج الاقتصاد المنزلي في سياق البيت والمنزل، ولكنه توسع في القرن الواحد والعشرين ليشمل بيئات معيشية أوسع نطاقًا حيث من الأفضل لنا أن نفهم قدرات وخيارات وأولويات الأفراد والعائلات وأثرها على كافة المستويات متراوحة بين الأسرة والمجتمع المحلي والعالمي. يعنى خبراء التدبير المنزلي بتشجيع وحماية رفاهية الأفراد، والعائلات والمجتمعات؛ كما أنهم يسهلون تطوير سمات التعليم مدى الحياة للعمل المدفوع الأجر، وغير المدفوع، والتطوعي. فالمتخصصون في علم الاقتصاد مدافعون عن حقوق الأفراد والعائلات والمجتمعات.
يأتي محتوى التدبير المنزلي ليجمع بين تخصصات متعددة. وتعد هذه المعرفة ذات الحقول المتداخلة ضرورية في ظل ظواهر وتحديات الحياة اليومية متعددة الأبعاد عادة. يتباين محتوى برامج التدبير المنزلي تباينًا ملحوظًا، ولكنها تتضمن: الغذاء، والتغذية، والصحة؛ والتمويل الشخصي؛ وإدارة الموارد العائلية؛ والنسيج والملابس؛ والمأوى والسكن؛ والاستهلاك وعلم الاقتصاد؛ وإدارة المنزل؛ والتصميم والتكنولوجيا؛ وعلوم الغذاء وإكرام الضيف؛ والتنمية البشرية ودراسات الأسرة؛ والتعليم وخدمة المجتمع، وغير ذلك. وتمثل القدرة على الاستفادة من هذا التنوع في المجالات العلمية قوة هذا العلم، مما يسمح بوضع تفسيرات معينة لهذا المجال، بما يتماشى مع المجال.
بدأت الكلية التي باتت تعرف فيما بعد باسم جامعة ولاية ميتشيغان برامج التدبير المنزلي للنساء عام 1870. وبعد قانون التعليم لعام 1902، افتتح في مانشستر، بإنجلترا، 13 مدرسة مسائية للاقتصاد المنزلي بعدد ساعات يبلغ 6 كل أسبوع.

## مجالات الممارسة
يطلق على التدبير المنزلي أيضًا اسم العلوم البشرية وهي التي تعتمد على العمل اليومي حيث يكون المحيط منزلنا.
ومن الممكن توضيح التدبير المنزلي بأبعاد أربعة أو مجالات ممارسة:
- بوصفه علمًا أكاديميًا لتعليم طلاب جدد، لإجراء أبحاث وخلق معرفة وطرق تفكير جديدة للمتخصصين وللمجتمع
- بوصفه مجالاً للحياة اليومية في المنزل، والعائلات، والمجتمعات لتطوير إمكانات النمو البشري وتلبية الضروريات البشرية أو الاحتياجات الأساسية
- بوصفه منهجًا تعليميًا يسهل على الطلاب اكتشاف مواردهم وقدراتهم الخاصة وتطويرها لاستخدامها في حياتهم الشخصية، عن طريق توجيه قراراتهم وتصرفاتهم المهنية أو إعدادهم للحياة.
- مجالاً مجتمعيًا للتأثير على سياسة الدفاع عن حقوق الأفراد، والعائلات والمجتمعات وتطويرها لتحقيق التمكين والرفاه، وللاستفادة من الممارسات التحويلية، ولتسهيل تحقيق مستقبل مستدام.

ويعني النجاح في تحقيق الأبعاد الأربعة السابقة أن هذا المجال يتميز بتطوره المستمر، وأن هناك طرقًا جديدة دائمًا لأداء هذه المهنة. وهذه إحدى السمات المهمة لهذه المهنة، الربط بين أحد متطلبات القرن الواحد والعشرين لجميع الناس وهو أن يصبحوا «مبتدئين خبراء»، أي أن يكونوا جيدين في تعلم أشياء جديدة، في ظل مجتمع يتغير باستمرار وبسرعة ومع وجود قضايا وتحديات جديدة.
فالعلم البشري علم بشري.

## المهارات التاريخية
تضمنت المهارات المنزلية فيما مضى: الأدوية العشبية، وصناعة الجلود، والصابون، وغزل الخيوط، ونسج الأقمشة والسجاجيد، وخياطة أغطية اللحاف والبطانيات. كما تضمنت هذه المهارات الطبخ على موقد الخشب، ومخض الزبدة، والخبز، وحفظ الطعام بالتجفيف والتعليب في أوانٍ زجاجية.

## التنظيف
من الممكن تحليل التنظيف إلى أربع مراحل: إزالة القمامة، وتخزين الأمتعة، ونفض الغبار، وغسل الأسطح. أما غسل الملابس فهو موضوع منفصل. يمثل غسل الأسطح الجزء الأكثر خطرًا وتعقيدًا نظرًا لما ينطوي عليه من استخدام محاليل الغسيل. يتم تنظيف رواسب الماء العسر بالمحاليل الحمضية والأوساخ بالمحاليل القلوية؛ وكلاهما يضر البشرة ويضعف أحدهما أثر الآخر. وعند خلط الكلور مع الأمونيا تنتج غازات سامة. أما المذيبات والتي تتضمن مخفف الصباغ والكحول المحمر مواد تتميز بسميتها وقابليتها للاشتعال. وتصنف المطهرات ضمن المواد السامة. وحتى الصابون السائل يتطلب استخدام قفاز مطاطي.

## الشئون المالية
يتعامل خبير التدبير المنزلي مع الأموال. وتعرف الميزانية بأنها خطة الإنفاق بناءً على حقائق تم تجميعها. ولكي تصبح مقتصدًا فإن هذا يتضمن عدم شرائك علامات تجارية مكلفة. الائتمان يعني التسليف. كما يجب تحديد كم الإنفاق ببطاقة الائتمان، بالإضافة إلى المبلغ الذي ينبغي توفيره من كل راتب لشراء سيارة. وتعد الاستثمارات طرقًا للحصول على أموال إضافية. وتتضمن الحسابات المصرفية. في بعض الأحيان، يتم مراجعة دافعي الضرائب، وتقدم تقاريرهم المالية إلى مسؤولي الحكومة.

## التأثير
إن الجمعية الأمريكية لعلوم الأسرة والمستهلك هي المنظمة القومية المهنية الرائدة للتدبير المنزلي في الولايات المتحدة. أما المنظمة الدولية الرائدة للتدبير المنزلي فهي الاتحاد الدولي للاقتصاد المنزلي (IFHE)
يعد التدبير المنزلي مجالاً حيويًا يتمتع حاليًا باهتمام متجدد في العصر الحاضر. يتميز عالمنا المعاصر باعتباره انتقالاً غير مسبوق من الثقافة الصناعية إلى الثقافة القائمة على المعرفة واقتصاد العولمة، مع الأخذ في الاعتبار كل الآثار الواقعة على المجتمع والثقافة. يتميز عصر المعلومات بالتعقيد، والتنوع، والتقلب، إلا أنه يؤكد على التزامه بعوامل المجتمع القيمة في نفس الوقت الذي يتطلع فيه إلى ضرورة تحسين العالم الذي نعيش فيه جميعًا والإيمان بأن التنمية المستدامة أمر ممكن. وهنا تكمن إمكانات التدبير المنزلي وسبب الاهتمام المتجدد بهذا المجال الدراسي، وذلك لأنه مفتاح القيام بهذه المهمة.
ومن الأمثلة على القوى التحويلية لخبراء التدبير المنزلي:
- أدى خبراء التدبير المنزلي دورًا حيويًا في تأسيس السنة الدولية للأسرة عام 1994 والتي وضعت الأسرة في بؤرة الاهتمام بوصفها قضية سياسية في العديد من دول العالم.
- التخفيف من حدة الفقر والمساواة بين الجنسين وقضايا العدالة الاجتماعية هي أولويات خبراء التدبير المنزلي، بالإضافة إلى إقامة العديد من المشاريع والمبادرات في هذه المجالات
- الاتحاد الدولي للاقتصاد المنزلي، هو منظمة دولية غير حكومية، تتمتع بمركز استشاري لدى الأمم المتحدة (المجلس الاقتصادي والاجتماعي، والفاو، واليونسكو، واليونيسيف) ومجلس أوروبا
- يدخل خبراء التدبير المنزلي في شراكات مع المنظمات غير الحكومية لتحسين ظروف العائلات حول العالم. تتضمن مجالات التعاون: التربية من أجل السلام، قضايا المساواة بين الجنسين/ تمكين المرأة، قضايا الإنجاب، فيروس نقص المناعة البشرية/الإيدز، ومشروعات التدخل لصالح العائلات التي تمر بضائقة وقضايا حقوق الإنسان الأخرى
- يتميز خبراء التدبير المنزلي بنشاطهم في الحشد للقضايا التي سوف تحسن من رفاهة تنوع العائلات والأسر
- يعمل خبراء التدبير المنزلي استشاريون في الشركات والمنظمات التي تتعامل مع الاقتصاد المنزلي والرعاية الشخصية والخدمات الاستهلاكية الرئيسية. كما أنهم أيضا نشطاء في حقوقهم
- يعد موضوع السنوات الأربع الحالي الخاص بالتنمية المستدامة ليوم التدبير المنزلي العالمي دافعًا قويًا يؤثر على حياة الأسرة بإيجابية
- يعد خبراء التدبير المنزلي مناصرين عن الرفاهية الفردية والأسرية في جميع أنحاء العالم، وهو الأمر الذي يبدو جليًا في تطوير المناهج الدراسية للمدارس والجامعات.

## انظر أيضًا

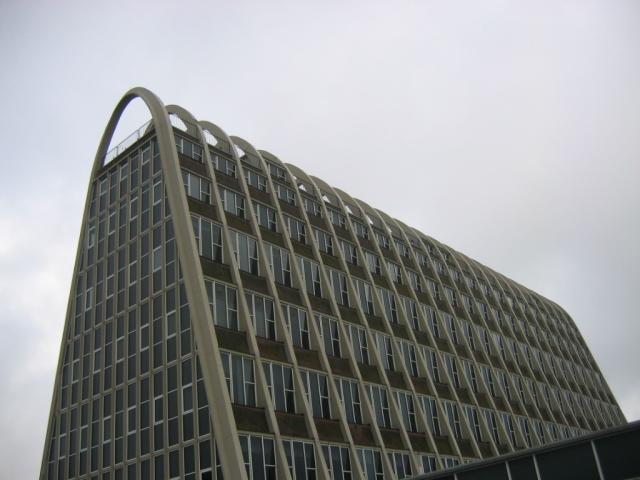
مبنى "حامل شرائح الخبز المحمصة على المائدة" في كلية هولينغ، مانشستر

## الحواشي
1. ↑  International Federation for Home Economics (IFHE): Position Statement in: International Journal of Home Economics; Volume 1, Issue 1, available here نسخة محفوظة 18 أغسطس 2011 على موقع واي باك مشين.
2. 1 2  "AAFCS Brand Story" (PDF). American Association of Family & Consumer Sciences. مؤرشف من الأصل (PDF) في 2016-03-04. اطلع عليه بتاريخ 2012-11-20.
3. ↑  Phillips, Robert, Editor-in-Chief, et al. 1971. Funk & Wagnall’s New Encyclopedia. New York: Funk & Wagnall’s, Inc.
4. ↑  "Why the Change to Human Ecology?". Cornell University. مؤرشف من الأصل في 2018-10-09. اطلع عليه بتاريخ 2012-11-20.
5. ↑  McKechnie, H. M., ed. (1915) Manchester in Nineteen Hundred and Fifteen. Manchester University Press; p. 78
6. ↑  Mack, Norman, Editor. 1981. Back to Basics. Pleasantville, NY: The Reader’s Digest Association, Inc.
7. ↑  Bredenberg, Jeff, ed. 1998. Clean it Fast, Clean it Right. Emmaus, PA: Rodale.
8. ↑  Mintzer, Rich & Kathi. 1999. The Everything Money Book. Avon, Massachusetts: Adams Media Corporation.

## كتابات أخرى
- Carolyn M. Goldstein, Creating Consumers: Home Economists in Twentieth-Century America. Chapel Hill, NC: University of North Carolina Press, 2012.

## وصلات خارجية
- Home Economics Archive: Tradition, Research, History (HEARTH)—E-book collection with 1,000 titles on home economics spanning from 1850 to 1950 at Cornell University's Mann Library.
- International Federation for Home Economics (IFHE)
- American Association for Family and Consumer Science (AAFCS)
- Family Consumer Science Lessons